# Séisme de 2016 à Te Araroa
Un séisme a lieu à Te Araroa, en Nouvelle-Zélande, le 1er septembre 2016. Sa magnitude est de 7,1. Il est suivi d'un tsunami de faible ampleur. 

## Contexte
La Nouvelle-Zélande est située à l'intersection de deux plaques tectoniques, la plaque australienne et la plaque pacifique, dans une zone appelée la « Ceinture de feu du Pacifique », ce qui provoque régulièrement des séismes dans la région. Jusqu'à 15 000 tremblements de terre annuels sont enregistrés par les sismographes dans cette région,.
Des exercices réguliers pour limiter les dégâts des séismes ou d'éventuels tsunamis sont organisés.

## Déroulement
Le 1er septembre 2016 à 4 h 37 (16 h 37 GMT), à environ 167 km de la ville néo-zélandaise de Gisborne (sur l'île du Nord) et à 130 km au nord-est de Te Araroa, petite localité de 600 habitants touchée par le tremblement de terre. Sa profondeur, initialement estimée à 30 km ou 55 km, est finalement établie à 19 km par l'Institut d'études géologiques des États-Unis. Sa magnitude est elle aussi surévaluée, à 7,2 à l'origine, puis corrigée définitivement à 7,1.
Une première secousse importante est ressentie, puis d'autres bien plus faibles ont lieu. La Défense civile conseille aux habitants d'évacuer les localités côtières de l'île du Nord et du nord de l'île du Sud, en emportant une radio, pour se rendre dans des zones hors de portée d'un éventuel tsunami. La majorité des résidents de Te Araroa quittent les lieux et  reviennent trois heures plus tard dans leurs habitations. Des vagues correspondant à un tsunami sont signalées, mais elles ne dépassent pas 30 cm pour les plus hautes, une heure et demie après les secousses. Aucune alerte n'est émise par le Centre d'alerte du Pacifique. Le courant électrique est coupé à plusieurs endroits, mais aucune victime n'est signalée. 
Une réplique de magnitude 6,1 est ressentie et des mouvements sismiques importants sont prévus par les sismologues pour les jours suivants.